# Família Foceia
A família Foceia são um grupo de asteroides que orbitam o Sol entre 2,25 e 2,5 UA. Os asteroides neste grupo têm órbitas com excentricidades superiores a 0,1 e inclinações entre 18° e 32°. O grupo deriva seu nome do seu membro mais maciço, o 25 Foceia, que tem cerca de 75 km de diâmetro. Vários asteróides Foceiam também cruzam Marte. 

## Região da família Phocaea
A região da família Foceia contém outras famílias colisionais, como a recentemente identificada carbonácea, família Tamara, homenagem ao seu membro potencialmente maior, 326 Tamara. A família tem uma idade estimada de 264 milhões de anos. Vários aglomerados em torno de 290 Bruna (família Bruna), 1192 Prisma e 6246 Komurotoru, bem como (17628) 1996 FB5, (19536) 1999 JM 4 e (26142) 1994 PL 1 também foram detectados.

## Membros
| Nome        | a     | e     | i        |
| ----------- | ----- | ----- | -------- |
| 25 Foceia   | 2,400 | 0,255 | 21,584°  |
| 1090 Sumida | 2,360 | 0,220 | 21,505 ° |